# 술라웨시흰손땃쥐
술라웨시흰손땃쥐(Crocidura rhoditis)는 땃쥐과에 속하는 포유류의 일종이다. 인도네시아의 토착종이다.